# ArtMoney
ArtMoney — компьютерная программа с закрытым исходным кодом, предназначенная для модификации параметров компьютерных игр, для получения бесконечных виртуальных денег, жизней, патронов и тому подобных ресурсов (взлом). ArtMoney не может редактировать параметры в сетевых или онлайн-играх, так как в этом случае данные хранятся на сервере, а программа может изменять данные, хранящиеся только на локальном компьютере пользователя.
Программа ArtMoney не нарушает законодательства, она не предназначена для взлома паролей, серийных номеров, защиты от копирования. Первую версию программы для DOS в 1996 году разработал Михайлов Артём Сергеевич — студент факультета информатики Самарского Государственного Аэрокосмического Университета, с 2006 года организовавший фирму System Softlab для развития и распространения программы. Изначально автор хотел назвать программу «Artem Money», но в DOS максимальная длина названия 8 символов, поэтому название сократил до «ArtMoney».

## Описание и принцип работы
Работа программы осуществляется двумя основными способами:
- Поиск в памяти процесса игры. Пользователь должен выбрать в специальном окне (аналогичном окну «Диспетчера задач» Windows) запущенный процесс игры.
- Поиск в файле. Игра может хранить пользовательские данные в файле конфигурации. Пользователю нужно обнаружить такой файл, и проводить операции уже с ним.

Для использования программы не требуется никаких специальных знаний в области информатики, программирования или архитектуры адресации памяти. Дружественный, диалоговый интерфейс, предложит пользователю пошаговые действия и поможет добиться положительного результата за несколько минут.
В общем смысле, принцип работы программы построен на методе «грубой силы» (брутфорсе) — пользователь указывает программе необходимое значение (или диапазон значений), а программа перебором ищет ячейки памяти, содержащие указанные значения, отсеивая ненужные.
ArtMoney и игра должны быть одновременно запущены. Путём внедрения в процесс или в файл игры, ArtMoney обнаруживает ячейки адресов памяти, которые отвечают за хранение пользовательских настроек игры: время (таймер), количество денег, силы, жизней, патронов и т. д. Допустим, пользователю нужно изменить в игре количество патронов, которое равно 100. Сначала нужно произвести поиск ячеек памяти, которые содержат значение «100», потом в игре изменить количество патронов, допустим до 80. После этого произвести отсев тех ячеек, значение которых изменилось со 100 до 80. Если окончательных ячеек будет слишком много, процедуру отсева нужно повторить сначала. Когда нужный адрес обнаружен и фиксирован, пользователь может изменить его в интерфейсе ArtMoney по своему усмотрению в любую сторону (в том числе «заморозить» или «разморозить»), изменения отобразятся в игре (иногда, в зависимости от игры, для этого требуется изменить значение требуемого ресурса).

## Комплектация
Программа поставляется в 4 вариантах:
- ArtMoney v8 SE — полностью бесплатная версия.
- ArtMoney v8 Pro — платная версия. Техническая поддержка только по электронной почте.
- ArtMoney v7 FE — платная версия, продаётся только на CD в северной Америке. Техническая поддержка на территории США возможна по специальному бесплатному телефону. Выпускается начиная с версии 7.08 до 7.45.
- ArtMoney PRO VIP — предложенная разработчиком редакция. В ней пользователь получает персональную версию ArtMoney PRO, в которой переименованы имя программы, имя процесса, имя файла, заголовки окон, имя сервиса и другие объекты. VIP версия не обнаруживается другими программами и играми.

В платную версию включены дополнения и элементы для удобства пользования программой. Разработчики заявляют, что ArtMoney v8 Pro может гарантировать почти стопроцентный результат.